# Planina (Ajdovščina)
Planina falu Szlovéniában, a Goriška statisztikai régióban, a Vipava-völgyben. Közigazgatásilag Ajdovščinához tartozik. A faluhoz tartozó településrészek a következők: Štrancarji, Marci, Dolenja Vas (Slovene: Dolenja vas), Brithi, Gorenja Vas (Gorenja vas) és Koboli.
A falu templomát Szent Cantius, Cantianus és Cantianilla tiszteletére emelték és a Koperi egyházmegyéhez tartozik. A falu másik templomát, mely egy közeli hegytetőn épült Szent Pál tiszteletére emelték.

## Fordítás
- Ez a szócikk részben vagy egészben  a   Planina című angol Wikipédia-szócikk ezen változatának fordításán alapul.  Az eredeti cikk szerkesztőit annak laptörténete sorolja fel. Ez a jelzés csupán a megfogalmazás eredetét és a szerzői jogokat jelzi, nem szolgál a cikkben szereplő információk forrásmegjelöléseként.